# Балю, Жан де ла
Жан Ла Балю (фр. Jean de la Balue; 1421 — 1491) — любимец французского короля Людовика XI, который, несмотря на распутную жизнь Ла Балю, обеспечил ему в 1468 году шапку кардинала. После пероннского унижения стал интриговать в интересах Карла Смелого, за что был на 11 лет заточён в темнице (по преданию, содержался в железной клетке).

## Биография
Жан Ла Балю родился в 1421 году в Вердёне. По мнению разных историков, отец его был сапожник, портной или мельник, но льстецы называли его помещиком местечка Англь, в Пуату. Кажется, что Балю провёл свою молодость в этой провинции. Потом он постригся, и поступил к епископу Пуатье. По смерти этого прелата, который назначил его своим душеприказчиком, он обманул его наследников и перешёл в дом епископа Анжерского, Жана де Бово, который представил его Людовику XI через Карла Мелёнского, любимца короля.
Людовик полюбил Балю, дал ему в 1464 году звание епископа Эврё и назначил своим нотариусом и секретарём. Во время конфликта короля с союзом общественного блага Карл и Жан призывали парижан сохранять верность монарху, несмотря на обещания и угрозы крупных феодалов. Городская стража оказала решительный отпор графу де Шароле. После возвращения короля по доносу Ле Балю его покровителю Карлу Меленскому отрубили голову. Другой благодетель его, Жан де Бово, был отставлен от должности по его же интригам. Епископская кафедра в Анже была отдана доносчику Балю, и наконец даровано ему кардинальское достоинство (1468), в котором было папа отказал ему за дурное его поведение.
Кардинал де ла Балю вёл тайную переписку с бургундским правителем Карлом Смелым и извещал его обо всех замыслах своего государя. Он посоветовал Людовику XI поехать к врагу своему в Перонну, а герцогу Бургундскому задержать короля, чтобы потом принудить его к сопровождению герцога в походе его против граждан Льежа, возмутившихся по наущению Людовика, который сделался таким образом жертвою своего вероломства своего министра.
Когда кардинал затеял новые интриги, чтобы воспрепятствовать королю к примирению с его братом, переписка его была перехвачена. Он признался в своих преступлениях и был заключён в тюрьму 23 апреля 1469 года, но звание кардинала, как он и предвидел, спасло его от смертной казни. Папа за него вступился, и Людовик XI, вместо лишения жизни, решился держать его в вечном заключении. Считается, что кардинала посадили в выдуманную им самим железную клетку, в восемь квадратных футов; там он просидел 11 лет. Хотя клетку поныне показывают в замке Лош, современные историки не считают содержание в ней кардинала исторически достоверным.
В 1480 году папа Сикст IV испросил ему свободу, с условием, чтобы он прибыл в Рим и там был предан суду. Вместо разбирательства папа принял его весьма благосклонно и даже в 1484 послал его легатом во Францию, назло королю. Балю имел дерзость приехать в Париж, не испросив на то позволения монарха и не представив верительных грамот парижскому парламенту. Но по смерти папы, своего благодетеля, он поспешно бежал из Франции, опасаясь, что в этот раз не избегнет мщения французского государя.
По возвращении в Италию, преемник Сикста IV, Иннокентий VIII назначил Ле Балю епископом в Альбано, а потом в Палестрине. Он получил богатые бенефиции и пост куратора Мальтийского ордена. Кардинал умер в Анконе, в октябре 1491 года. Одни говорили, что он был величайший невежда: по другим же, человек умный и сведущий в науках.